# 特定地方交通線
特定地方交通線（日语：／ Tokutei-Chihō-Kōtsū sen */?）是根據「日本國有鐵道經營再建促進特別措置法」（國鐵再建法）規定，將旅客輸送密度不到4,000人且適合轉為巴士，同時貨物運輸密度也低於4,000噸，屬於地方交通線的日本國有鐵道（國鐵）的鐵路線。
這些路線有時也被稱為「赤字地方線」，按照輸送密度等條件，分別選定第1次、第2次和第3次廢除對象路線，除了兩條撤回廢止申請的路線外，所有符合條件的路線最終都由代替巴士與第三部門鐵道接手。
赤字地方線困擾日本國鐵甚久。國鐵分割民營化是在1981年開始的第二次臨時行政調查會於隔年1982年7月底提出報告後才實施的。這兩項國鐵的重建措施雖同時進行，但它們是完全不同的政策。

## 路線列表

### 第1次廢除對象路線
預計1982年度末廢除的路線在1981年9月18日獲准廢除，其選定標準如下：
- 營業距離在30公里以下的盲腸線（終點並未連接其他路線），且旅客輸送密度不到2,000人/日（但煤炭輸送量達72萬公噸以上的路線除外，故幌內線與歌志內線不屬於第1次廢除對象，後來列為第2次廢除對象）。另外，符合標準的內子線預計將作為予讚本線的短絡線，未來將成為予讚本線的一部份，故並未被選為特定地方交通線。
- 營業距離在50公里以下且旅客輸送密度不到500人/日（包括白糠線、渚滑線、相生線、興濱北線、添田線）

不過雖然符合第1次廢除對象的標準，但預期沿線住宅區開發將使乘客量增加，故漆生線保留至第2次廢除對象，鍛冶屋線與宮田線可保留至第3次廢除對象。另外，信樂線因沿線的宗教團體神慈秀明會總本山的建設，預期旅客將增加，實質上作為第2次廢除對象。
共有以下40條路線獲指定為第1次廢除對象特定地方交通線（總長度729.1公里）；除添田線以外，其餘39條路線都是終點不與其他的國鐵路線接續的「盲腸線」（由於盲腸線僅有該線旅客而無通過客源，營運前景較為不利，故採用較嚴格的標準）。
路線的廢除與轉換從1983年的白糠線開始，終於1988年的木原線。其中有16條路線轉為第三部門鐵道，2條路線轉為私營鐵道，22條路線改為巴士營運。後來轉為私營鐵道的2條路線和轉為第三部門鐵道路線中有兩條也遭廢止。
| 管轄     | 中文線名 | 日文線名 | 所在地        | 路段               | 營業距離 （公里） | 輸送密度 （人／日） | 廢除年月日     | 備註 |
| -------- | -------- | -------- | ------------- | ------------------ | ----------------- | ------------------- | -------------- | --- |
| 國鐵     | 白糠線   |          | 北海道        | 白糠－北進         | 33.1              | 123                 | 1983年10月23日 | 轉換至白糠町營巴士 |
| 國鐵     | 久慈線   |          | 岩手縣        | 久慈－普代         | 26.0              | 762                 | 1984年4月1日   | 轉換至三陸鐵道北谷灣線 |
| 國鐵     | 宮古線   |          | 岩手縣        | 宮古－田老         | 12.8              | 605                 | 1984年4月1日   | 轉換至三陸鐵道北谷灣線 |
| 國鐵     | 盛線     |          | 岩手縣        | 盛－吉濱           | 21.5              | 971                 | 1984年4月1日   | 轉換至三陸鐵道南谷灣線 |
| 國鐵     | 日中線   |          | 福島縣        | 喜多方－熱鹽       | 11.6              | 260                 | 1984年4月1日   | 轉換至會津乘合自動車 2012年9月末，會津乘合自動車撤退，轉換至喜多方市需求交通（みんべえ號）                                                              |
| 國鐵     | 赤谷線   |          | 新潟縣        | 新発田－東赤谷     | 18.9              | 850                 | 1984年4月1日   | 轉換至新潟交通（巴士） 2002年4月1日起是新潟交通北（巴士） 2007年4月1日起是新潟交通觀光巴士                                                              |
| 國鐵     | 魚沼線   |          | 新潟縣        | 來迎寺－西小千谷   | 12.6              | 382                 | 1984年4月1日   | 轉換越後交通（巴士） |
| 國鐵     | 清水港線 |          | 靜岡縣        | 清水－三保         | 8.3               | 783                 | 1984年4月1日   | 轉換至靜岡鐵道（巴士） 2002年10月1日起是靜鐵Justline |
| 國鐵     | 神岡線   |          | 富山縣 岐阜縣 | 豬谷－神岡         | 20.3              | 445                 | 1984年10月1日  | 轉換至神岡鐵道神岡線 2006年12月1日廢除 |
| 國鐵     | 樽見線   |          | 岐阜縣        | 大垣－美濃神海     | 24.0              | 951                 | 1984年10月6日  | 轉換至樽見鐵道樽見線 |
| 國鐵     | 黑石線   |          | 青森縣        | 川部－黑石         | 6.6               | 1,904               | 1984年11月1日  | 轉換至弘南鐵道黑石線 1998年4月1日廢除。轉換至弘南巴士                                                                                                   |
| 國鐵     | 高砂線   |          | 兵庫縣        | 加古川－高砂       | 6.3               | 1,536               | 1984年12月1日  | 轉換至神姬巴士 |
| 國鐵     | 宮原線   |          | 大分縣 熊本縣 | 惠良－肥後小國     | 26.6              | 164                 | 1984年12月1日  | 轉換至大分交通（巴士）→1989年起是玖珠觀光巴士 2013年4月1日麻生釣－小國間廢除                                                                            |
| 國鐵     | 妻線     |          | 宮崎縣        | 佐土原－杉安       | 19.3              | 1,217               | 1984年12月1日  | 轉換至宮崎交通（巴士） |
| 國鐵     | 小松島線 |          | 德島縣        | 中田－小松島       | 1.9               | 1,587               | 1985年3月14日  | 轉換至小松島市營巴士 2015年4月1日起是德島巴士 |
| 國鐵     | 相生線   |          | 北海道        | 美幌－北見相生     | 36.8              | 411                 | 1985年4月1日   | 轉換至北見巴士（後來的北海道北見巴士）、津別町營巴士 2012年10月1日津別町營巴士的津別－北見相生間廢除 改為校車混乘（預約制、週日等停運）                 |
| 國鐵     | 渚滑線   |          | 北海道        | 渚滑－北見瀧之上   | 34.3              | 398                 | 1985年4月1日   | 轉換至北紋巴士 |
| 國鐵     | 萬字線   |          | 北海道        | 志文－萬字炭山     | 23.8              | 346                 | 1985年4月1日   | 轉換至北海道中央巴士 2008年4月1日毛陽交流中心－萬字巴士待合所間轉換至岩見澤市營巴士                                                                     |
| 國鐵     | 北條線   |          | 兵庫縣        | 粟生－北条町       | 13.8              | 1,609               | 1985年4月1日   | 轉換至北條鐵道北條線 |
| 國鐵     | 三木線   |          | 兵庫縣        | 厄神－三木         | 6.8               | 1,384               | 1985年4月1日   | 轉換至三木鐵道三木線 2008年4月1日廢除，轉換至神姬巴士                                                                                                   |
| 國鐵     | 倉吉線   |          | 鳥取縣        | 倉吉－山守         | 20.0              | 1,085               | 1985年4月1日   | 轉換至日本交通（巴士）、日之丸自動車、中鐵巴士 1986年，中鐵巴士轉換至湯原巴士 1992年10月1日，湯原巴士轉換至中鐵美作巴士 2007年11月1日，中鐵美作巴士撤退 |
| 國鐵     | 香月線   |          | 福岡縣        | 中間－香月         | 3.5               | 1,293               | 1985年4月1日   | 轉換至西日本鐵道（巴士） |
| 國鐵     | 勝田線   |          | 福岡縣        | 吉塚－前勝田       | 13.8              | 840                 | 1985年4月1日   | 轉換至西日本鐵道（巴士） |
| 國鐵     | 添田線   |          | 福岡縣        | 香春－添田         | 12.1              | 212                 | 1985年4月1日   | 轉換至西日本鐵道（巴士） 2011年4月1日起田川伊田站－大任（狐塚）間轉換至大任町社區巴士                                                                   |
| 國鐵     | 室木線   |          | 福岡縣        | 遠賀川－室木       | 11.2              | 607                 | 1985年4月1日   | 轉換至西日本鐵道（巴士） |
| 國鐵     | 矢部線   |          | 福岡縣        | 羽犬塚－黑木       | 19.7              | 1,157               | 1985年4月1日   | 轉換至堀川巴士 |
| 國鐵     | 岩內線   |          | 北海道        | 小澤－岩內         | 14.9              | 853                 | 1985年7月1日   | 轉換至新雪谷巴士 |
| 國鐵     | 興濱北線 |          | 北海道        | 濱頓別－北見枝幸   | 30.4              | 190                 | 1985年7月1日   | 轉換至宗谷巴士 |
| 國鐵     | 大畑線   |          | 青森縣        | 下北－大畑         | 18.0              | 1,524               | 1985年7月1日   | 轉換至下北交通大畑線 2001年4月1日廢除，轉換至下北交通（巴士）                                                                                           |
| 國鐵     | 興濱南線 |          | 北海道        | 興部－雄武         | 19.9              | 347                 | 1985年7月15日  | 轉換至北紋巴士 |
| 國鐵     | 美幸線   |          | 北海道        | 美深－仁宇布       | 21.2              | 82                  | 1985年9月17日  | 轉換至名士巴士（2012年4月1日改為需求巴士） |
| 國鐵     | 矢島線   |          | 秋田縣        | 羽後本莊－羽後矢島 | 23.0              | 1,876               | 1985年10月1日  | 轉換至由利高原鐵道鳥海山麓線 |
| 國鐵     | 明知線   |          | 岐阜縣        | 惠那－明知         | 25.2              | 1,623               | 1985年11月16日 | 轉換至明知鐵道明知線 |
| 國鐵     | 甘木線   |          | 佐賀縣 福岡縣 | 基山－甘木         | 14.0              | 653                 | 1986年4月1日   | 轉換至甘木鐵道甘木線 |
| 國鐵     | 高森線   |          | 熊本縣        | 立野－高森         | 17.7              | 1,093               | 1986年4月1日   | 轉換至南阿蘇鐵道高森線 |
| 國鐵     | 丸森線   |          | 宮城縣        | 槻木－丸森         | 17.4              | 1,082               | 1986年7月1日   | 轉換至阿武隈急行阿武隈急行線 |
| 國鐵     | 角館線   |          | 秋田縣        | 角館－松葉         | 19.2              | 284                 | 1986年11月1日  | 轉換至秋田內陸縱貫鐵道秋田內陸南線 |
| JR西日本 | 信樂線   |          | 滋賀縣        | 貴生川－信樂       | 14.8              | 1,574               | 1987年7月13日  | 轉換至信樂高原鐵道信樂線 |
| JR西日本 | 若櫻線   |          | 鳥取縣        | 郡家－若櫻         | 19.2              | 1,558               | 1987年10月14日 | 轉換至若櫻鐵道若櫻線 |
| JR東日本 | 木原線   |          | 千葉縣        | 大原－上總中野     | 26.9              | 1,815               | 1988年3月24日  | 轉換至夷隅鐵道夷隅線 |

1. 1 2 3 4 5 6 7 8 9 10 11  鐵道建設公團實行路線延長工程的路線。

### 第2次廢除對象路線
選定輸送密度不到2,000人/日的路線。
作為第2次廢除對象進行廢除申請的33條路線當中，1984年6月22日承認了27條路線（1,540.4公里），保留6條路線，保留路線當中有北海道的4條長距離路線（天北線、名寄本線、池北線、標津線 548.8公里）在冬季的代替輸送已經沒有問題而追加承認（1985年8月2日），2條路線（岩泉線、名松線）因為沒有代替道路為理由申請撤回。最終選定下述31條路線（2,089.2公里）作為第2次廢除對象特定地方交通線。
| 管轄     | 中文線名 | 日文線名              | 所在地                    | 路段             | 營業距離               | 輸送密度             | 廢除年月日                                   | 備註 |
| -------- | -------- | --------------------- | ------------------------- | ---------------- | ---------------------- | -------------------- | -------------------------------------------- | --- |
| 國鐵     | 漆生線   |                       | 福岡縣                    | 下鴨生－下山田   | 7.9                    | 492                  | 1986年4月1日                                 | 轉換至西日本鐵道（巴士） |
| 國鐵     | 膽振線   |                       | 北海道                    | 伊達紋別－俱知安 | 83.0                   | 508                  | 1986年11月1日                                | 轉換至道南巴士 |
| 國鐵     | 富內線   |                       | 北海道                    | 鵡川－日高町     | 82.5                   | 378                  | 1986年11月1日                                | 轉換至道南巴士 |
| 國鐵     | 阿仁合線 |                       | 秋田縣                    | 鷹之巢－比立內   | 46.1                   | 1,524                | 1986年11月1日                                | 轉換至秋田內陸縱貫鐵道秋田內陸北線 |
| 國鐵     | 越美南線 |                       | 岐阜縣                    | 美濃太田－北濃   | 72.2                   | 1,392                | 1986年12月11日                               | 轉換至長良川鐵道越美南線 |
| 國鐵     | 宮之城線 |                       | 鹿兒島縣                  | 川內－薩摩大口   | 66.1                   | 843                  | 1987年1月10日                                | 轉換至林田產業交通（巴士，現在的岩崎巴士網絡） 與南國交通（巴士） |
| 國鐵     | 廣尾線   |                       | 北海道                    | 帶廣－廣尾       | 84.0                   | 1,098                | 1987年2月2日                                 | 轉換至十勝巴士 |
| 國鐵     | 大隅線   |                       | 鹿兒島縣                  | 志布志－國分     | 98.3                   | 1,616                | 1987年3月14日                                | 轉換至鹿兒島交通（巴士）、國鐵九州地方自動車部 （後來JR九州巴士撤退）現在是三州自動車                                                                                   |
| 國鐵     | 二俁線   |                       | 靜岡縣                    | 掛川－新所原     | 67.9                   | 1,518                | 1987年3月15日                                | 轉換至天龍濱名湖鐵道天龍濱名湖線 |
| 國鐵     | 瀨棚線   |                       | 北海道                    | 國縫－瀨棚       | 48.4                   | 813                  | 1987年3月16日                                | 轉換至函館巴士 |
| 國鐵     | 湧網線   |                       | 北海道                    | 中湧別－網走     | 89.8                   | 267                  | 1987年3月20日                                | 轉換至網走巴士 2010年10月1日，網走巴士自中湧別－常呂間撤退 （撤退路段的一部分由湧別町營巴士、佐呂間町接觸巴士代替）                                                     |
| 國鐵     | 士幌線   |                       | 北海道                    | 帶廣－十勝三股   | 78.3                   | 493                  | 1987年3月23日                                | 轉換至北海道拓殖巴士、十勝巴士、上士幌的士 2003年10月1日上士幌的士撤退                                                                                                  |
| 國鐵     | 伊勢線   |                       | 三重縣                    | 河原田－津       | 22.3                   | 1,508                | 1987年3月27日                                | 轉換至伊勢鐵道伊勢線 |
| 國鐵     | 佐賀線   |                       | 佐賀縣 福岡縣             | 佐賀－瀨高       | 24.1                   | 1,796                | 1987年3月28日                                | 轉換至佐賀市營巴士、西日本鐵道（巴士） 與堀川巴士（後來佐賀市營巴士撤退，移管至西日本鐵道西鐵巴士久留米）                                                               |
| 國鐵     | 志布志線 |                       | 宮崎縣 鹿兒島縣           | 西都城－志布志   | 38.6                   | 1,616                | 1987年3月28日                                | 轉換至鹿兒島交通（巴士）→現在是三州自動車。 |
| 國鐵     | 羽幌線   |                       | 北海道                    | 留萠－幌延       | 141.1                  | 789                  | 1987年3月30日                                | 轉換至沿岸巴士 |
| JR北海道 | 幌內線   |                       | 北海道                    | 岩見澤－幾春別   | 18.1                   | 1,090                | 1987年7月13日                                | 轉換至北海道中央巴士 |
| JR北海道 | 幌內線   | 三笠－幌內 （貨物線） | 北海道                    | 2.7              | -                      | 轉換至北海道中央巴士 | 1987年7月13日                                | |
| JR北海道 | 松前線   |                       | 北海道                    | 木古內－松前     | 50.8                   | 1,398                | 1988年2月1日                                 | 轉換至函館巴士 |
| JR北海道 | 歌志內線 |                       | 北海道                    | 砂川－歌志內     | 14.5                   | 1,002                | 1988年4月25日                                | 轉換至北海道中央巴士 |
| JR北海道 | 標津線   |                       | 北海道                    | 標茶－根室標津   | 69.4                   | 590                  | 1989年4月30日                                | 轉換至阿寒巴士 |
| JR北海道 | 標津線   | 中標津－厚床          | 北海道                    | 47.5             | 轉換至根室交通（巴士） | 590                  | 1989年4月30日                                | |
| JR北海道 | 天北線   |                       | 北海道                    | 音威子府－南稚內 | 148.9                  | 600                  | 1989年5月1日                                 | 轉換至宗谷巴士 |
| JR北海道 | 名寄本線 |                       | 北海道                    | 名寄－遠輕       | 138.1                  | 894                  | 1989年5月1日                                 | 轉換至北見巴士（後來的北海道北見巴士）、北紋巴士、名士巴士 與上湧別町營巴士（後來的湧別町營巴士）。                                                                     |
| JR北海道 | 名寄本線 | 中湧別－湧別          | 北海道                    | 4.9              |                        | 894                  | 1989年5月1日                                 | 轉換至北見巴士（後來的北海道北見巴士）、北紋巴士、名士巴士 與上湧別町營巴士（後來的湧別町營巴士）。                                                                     |
| JR北海道 | 池北線   |                       | 北海道                    | 池田－北見       | 140.0                  | 943                  | 1989年6月4日                                 | 轉換至北海道池北高原鐵道故鄉銀河線 （2006年4月21日廢除，轉換至十勝巴士、北海道北見巴士）                                                                                |
| JR東日本 | 會津線   |                       | 福島縣                    | 西若松－會津高原 | 57.4                   | 1,333                | 1987年7月16日                                | 轉換至會津鐵道會津線 |
| JR東日本 | 真岡線   |                       | 茨城縣 栃木縣             | 下館－茂木       | 42.0                   | 1,620                | 1988年4月11日                                | 轉換至真岡鐵道真岡線 |
| JR東日本 | 足尾線   |                       | 群馬縣 栃木縣             | 桐生－間藤       | 44.1                   | 1,315                | 1989年3月29日                                | 轉換至渡良瀨溪谷鐵道渡良瀨溪谷線 |
| JR東日本 | 足尾線   | 栃木縣                | 間藤－足尾本山 （貨物線） | 1.9              | -                      | 1989年3月29日        | 渡良瀨溪谷鐵道繼承鐵道事業免許（1998年失效） | |
| JR西日本 | 岩日線   |                       | 山口縣                    | 川西－錦町       | 32.7                   | 1,420                | 1987年7月25日                                | 轉換至錦川鐵道錦川清流線 |
| JR九州   | 山野線   |                       | 熊本縣 鹿兒島縣           | 水俁－栗野       | 55.7                   | 994                  | 1988年2月1日                                 | 轉換至南國交通（巴士）、九州產交巴士 |
| JR九州   | 松浦線   |                       | 佐賀縣 長崎縣             | 有田－佐世保     | 93.9                   | 1,741                | 1988年4月1日                                 | 轉換至松浦鐵道西九州線 |
| JR九州   | 上山田線 |                       | 福岡縣                    | 飯塚－豐前川崎   | 25.9                   | 1,056                | 1988年9月1日                                 | 轉換至西日本鐵道（巴士） 1994年9月西日本鐵道（巴士）自上山田－豐前川崎間撤退，轉換至山田市巴士（現在的嘉麻市巴士）與川崎町接觸巴士                                      |
| JR九州   | 高千穗線 |                       | 宮崎縣                    | 延岡－高千穗     | 50.1                   | 1,350                | 1989年4月28日                                | 轉換至高千穗鐵道高千穗線 2005年9月6日，伴隨颱風彩蝶帶來豪雨災害，全線暫時停運 2007年9月6日，延岡－槙峰間廢除 2008年12月28日，槙峰－高千穗間廢除，轉換至宮崎交通（巴士） |

1. 1 2 3 4  鐵道建設公團實行路線延長工程的路線。

### 第3次廢除對象路線
1986年5月27日（3線 124.0公里）、同年10月28日（1線 30.6公里）、1987年2月3日（8線 184.3公里）3次選定廢除承認、輸送密度少於4,000人/日的12條路線（338.9公里）。之後成為第3次廢除對象特定地方交通線。第3次路線的輸送量比較多，沿線自治體易於啟動第三部門，在當中的岡多線、能登線、中村線、長井線等，與選擇廢除對象線相反，而是由沿線自行選定，是當時的運輸省所希望的。因此也在比較的時間內解決所有路線。
| 管轄     | 中文線名 | 日文線名 | 所在地        | 路段                   | 營業距離 | 輸送密度 | 廢除年月日     | 備註 |
| -------- | -------- | -------- | ------------- | ---------------------- | -------- | -------- | -------------- | --- |
| JR東日本 | 長井線   |          | 山形縣        | 赤湯－荒砥             | 30.6     | 2,151    | 1988年10月25日 | 轉換至山形鐵道花長井線 |
| JR東海   | 岡多線   |          | 愛知縣        | 岡崎－新豐田           | 19.5     | 2,757    | 1988年1月31日  | 轉換至愛知環狀鐵道愛知環狀鐵道線 |
| JR西日本 | 能登線   |          | 石川縣        | 穴水－蛸島             | 61.1     | 2,045    | 1988年3月25日  | 轉換至能登鐵道能登線（2005年4月1日廢除） 轉奐至能登中央巴士、奧能登觀光開發→現在是北鐵奧能登巴士。                                                              |
| JR西日本 | 宮津線   |          | 京都府 兵庫縣 | 西舞鶴－豐岡           | 83.6     | 3,120    | 1990年4月1日   | 轉換至北近畿丹後鐵道宮津線 因持續虧損，2015年4月1日以後，改以上下分離方式經營，由WILLER TRAINS（通稱:京都丹後鐵道）運行列車，北近畿丹後鐵道僅負責路線設施維護。 |
| JR西日本 | 鍛冶屋線 |          | 兵庫縣        | 野村(今西脇市)－鍛冶屋 | 13.2     | 1,961    | 1990年4月1日   | 轉換至神姬巴士→現在是神姬綠巴士。 |
| JR西日本 | 大社線   |          | 島根縣        | 出雲市－大社           | 7.5      | 2,661    | 1990年4月1日   | 轉換至一畑電氣鐵道（巴士）→現在是一畑巴士 |
| JR四國   | 中村線   |          | 高知縣        | 窪川－中村             | 43.4     | 2,289    | 1988年4月1日   | 轉換至土佐黑潮鐵道中村線 |
| JR九州   | 伊田線   |          | 福岡縣        | 直方－田川伊田         | 16.2     | 2,871    | 1989年10月1日  | 轉換至平成豐鐵道伊田線 |
| JR九州   | 糸田線   |          | 福岡縣        | 金田－田川後藤寺       | 6.9      | 1,488    | 1989年10月1日  | 轉換至平成豐鐵道糸田線 |
| JR九州   | 田川線   |          | 福岡縣        | 行橋－田川伊田         | 26.3     | 2,132    | 1989年10月1日  | 轉換至平成豐鐵道田川線 |
| JR九州   | 湯前線   |          | 熊本縣        | 人吉－湯前             | 24.9     | 3,292    | 1989年10月1日  | 轉換至球磨川鐵道湯前線 |
| JR九州   | 宮田線   |          | 福岡縣        | 勝野－前宮田           | 5.3      | 1,559    | 1989年12月23日 | 轉換至西鐵巴士（現在的西鐵巴士筑豐）與九州旅客鐵道自動車事業部（通稱JR九州巴士，現時的JR九州巴士）                                                                |

1. 1 2  鐵道建設公團實施路線延長工程的路線。

## 鐵道建設公團建設線開業
一方面國鐵改革以淘汰路線，另一方面基於改正鐵道敷設法的規定，日本鐵道建設公團（鐵建公團）繼續建設地方鐵路線。這引起了爭論，一方面進行特定地方交通線的轉換、廢除，另一方面卻在新建地方鐵路線，自相矛盾。1980年4月，運輸省（當時）決定建設線當中除鹿島新線（現時的大洗鹿島線）與內山線（現時的JR四國予讚線內子路線）以外，採取了凍結AB線（地方開發線、地方幹線）建設的措施。前述2條路線以外AB線都是特定地方交通線相當的輸送密度不足4,000人/日的路線。
後來決定以完成後交由第三部門等營運，再次開工，並有15條路線開業。當中有中途改變路線規格成為高速運行，從而升格為幹線鐵道，開業和轉運更因此延遲。另外，此處新規開業路線每1公里要交付1,500萬日圓轉換交付金。
| 類別       | 中文線名            | 日文線名 | 所在地               | 路段                 | 營業距離 | 開業年月日    | 繼承事業者                        | 營業路線名     |
| ---------- | ------------------- | -------- | -------------------- | -------------------- | -------- | ------------- | --------------------------------- | -------------- |
| A線        | 宮福線              |          | 京都府               | 宮津－福知山         | 30.4     | 1988年7月16日 | 宮福鐵道 （現時的北近畿丹後鐵道） | 宮福線         |
| A線        | 樽見線              |          | 岐阜縣               | 神海－樽見           | 10.9     | 1989年3月25日 | 樽見鐵道                          | 樽見線         |
| A線        | 鷹角線              |          | 秋田縣               | 比立內－松葉         | 29.0     | 1989年4月1日  | 秋田內陸縱貫鐵道                  | 秋田內陸線     |
| A線        | 阿佐線 （阿佐東線） |          | 德島縣 高知縣        | 海部－甲浦           | 8.5      | 1992年3月26日 | 阿佐海岸鐵道                      | 阿佐東線       |
| A線        | 宿毛線              |          | 高知縣               | 宿毛－中村           | 23.6     | 1997年10月1日 | 土佐黑潮鐵道                      | 宿毛線         |
| A線        | 井原線              |          | 岡山縣               | 總社－（清音）－神邊 | 41.7     | 1999年1月11日 | 井原鐵道                          | 井原線         |
| A線        | 阿佐線 （阿佐西線） |          | 高知縣               | 後免－奈半利         | 42.7     | 2002年7月1日  | 土佐黑潮鐵道                      | 阿佐線         |
| B線        | 久慈線              |          | 岩手縣               | 田老－普代           | 32.2     | 1984年4月1日  | 三陸鐵道                          | 北谷灣線       |
| B線        | 盛線                |          | 岩手縣               | 吉濱－釜石           | 15.0     | 1984年4月1日  | 三陸鐵道                          | 南谷灣線       |
| B線        | 鹿島線              |          | 茨城縣               | 北鹿島－水戶         | 53.0     | 1985年3月14日 | 鹿島臨海鐵道                      | 大洗鹿島線     |
| B線        | 野岩線              |          | 福島縣               | 新藤原－會津高原     | 30.7     | 1986年10月9日 | 野岩鐵道                          | 會津鬼怒川線   |
| B線        | 智頭線              |          | 兵庫縣 岡山縣 鳥取縣 | 上郡－智頭           | 56.1     | 1994年12月3日 | 智頭急行                          | 智頭線         |
| B線        | 北越北線            |          | 新潟縣               | 六日町－犀潟         | 59.5     | 1997年3月22日 | 北越急行                          | 北北線         |
| C線（A線） | 丸森線              |          | 福島縣               | 福島－丸森           | 37.5     | 1988年7月1日  | 阿武隈急行                        | 阿武隈急行線   |
| C線        | 岡多線              |          | 愛知縣               | 新豐田－瀨戶市       | 19.6     | 1988年1月31日 | 愛知環狀鐵道                      | 愛知環狀鐵道線 |
| CD線       | 瀨戶線              |          | 愛知縣               | 瀨戶市－高藏寺       | 6.2      | 1988年1月31日 | 愛知環狀鐵道                      | 愛知環狀鐵道線 |

線名是鐵建公團的建設線線名。站名與事業者名等以開業時為準。
JR化後也作為過渡措施至1989年3月31日為止的2年間凍結解除，當間恢復工程只有阿佐東線。岡多線、瀨戶線是C線（主要幹線），鹿島新線與內山線除外，因AB線的建設工程被凍結，1980年以後才恢復工程，但因輸送密度預期只有特定地方交通線程度，1984年作為國鐵線凍結工程。C線的丸森線在工程恢復時視為A線。
國鐵再建法施行以後唯一的AB線，全線作為國鐵線開業的內山線預定輸送密度達到6,700人/日，因此決定活用予讚本線（當時）內子路線而視為A線（相比與內山線一同恢復建設工程鹿島新線預定輸送密度只有4,100人/日）。工程凍結線呼子線當中，虹之松原站－唐津站間有較高的需求，因此經過佐賀縣唐津市的努力由A線升格為C線，同時恢復建設工程，1983年作為國鐵筑肥線開業。

## 特定地方交通線以外的路線廢除

### 國鐵時代
此處不列出手宮線等的貨物線。
| 中文線名                          | 日文線名 | 所在地   | 路段             | 營業距離 | 廢除年月日                                                | 備註                                   |
| --------------------------------- | -------- | -------- | ---------------- | -------- | --------------------------------------------------------- | -------------------------------------- |
| 福知山線（貨物支線） （尼崎港線） |          | 兵庫縣   | 塚口－尼崎港     | 4.6      | 1981年4月1日（停止旅客營業） 1984年2月1日（停止貨物營業） |                                        |
| 相模線（寒川支線）                |          | 神奈川縣 | 寒川－西寒川     | 1.5      | 1984年4月1日                                              | 由神奈川中央交通（巴士）的既存路線代替 |
| 彌彥線（長澤支線）                |          | 新潟縣   | 東三條－越後長澤 | 7.9      | 1985年4月1日                                              | 轉換至越後交通（巴士）                 |
| 播但線（飾磨港線）                |          | 兵庫縣   | 飾磨港－姬路     | 5.6      | 1986年11月1日                                             |                                        |

### 民營化後
1987年國鐵分割民營化後，獲選定為特定地方交通線的地方交通線與無名支線的狀況進一步惡化，繼承的JR各公司進一步處置這些路線。到現在為止廢除的線區如下。新幹線並行在來線的廢除除外。另外，深名線、岩泉線、三江線、富山港線以外都是部分廢除，江差線則是伴隨北海道新幹線開業作為JR路線全線廢除。七尾線一部分路段的運行主體由JR西日本轉換至能登鐵道，除富山港線轉換至富山輕軌以外，都轉換至巴士。
| 管轄     | 中文線名                | 日文線名 | 所在地        | 路段           | 營業距離 | 廢除年月日    | 備註 |
| -------- | ----------------------- | -------- | ------------- | -------------- | -------- | ------------- | --- |
| JR北海道 | 函館本線 （上砂川支線） |          | 北海道        | 砂川－上砂川   | 7.3      | 1994年5月16日 | 由北海道中央巴士的既存路線代替 |
| JR北海道 | 深名線                  |          | 北海道        | 深川－名寄     | 121.8    | 1995年9月4日  | 轉換至JR北海道自動車事業部→現在是JR北海道巴士 |
| JR北海道 | 江差線                  |          | 北海道        | 木古內－江差   | 42.1     | 2014年5月12日 | 轉換至函館巴士江差木古內線 五稜郭－木古内間37.8公里也在2016年3月26日伴隨北海道新幹線開業轉換至第三部門鐵道道南漁火鐵道線，作為JR北海道路線全線廢除。                            |
| JR北海道 | 留萌本線（一部分）      |          | 北海道        | 留萌－增毛     | 16.7     | 2016年12月5日 | 由沿岸巴士的既存路線代替 |
| JR北海道 | 夕張支線（石勝線）      |          | 北海道        | 新夕張－夕張   | 16.1     | 2019年4月1日  | |
| JR北海道 | 日高本線（一部分）      |          | 北海道        | 鵡川－樣似     | 116.5    | 2021年4月1日  | 轉換至JR北海道巴士與道南巴士 因為大浪，自2015年1月7日起鵡川－樣似路段所有列車暫停運行，由於維修費用龐大但旅客數稀少，JR北海道取得沿線自治體同意後於2021年4月1日正式廢止此路段。 |
| JR北海道 | 留萌本线（一部分）      |          | 北海道        | 留萌－石狩沼田 | 35.7     | 2023年4月1日  | |
| JR東日本 | 岩泉線                  |          | 岩手縣        | 茂市－岩泉     | 38.4     | 2014年4月1日  | 轉換至東日本交通（巴士） 因為山泥傾瀉2010年8月1日起所有列車暫停運行，由於維修費用龐大但旅客數稀少，JR東日本取得沿線自治體同意後於2014年4月1日正式廢止此線。                     |
| JR西日本 | 七尾線（一部分）        |          | 石川縣        | 和倉溫泉－輪島 | 48.4     | 1991年9月1日  | 轉換至能登鐵道七尾線（2001年4月1日，穴水－輪島間20.4公里廢除） →一部分廢除路段轉換至能登中央巴士（現在的北鐵奧能登巴士）                                                        |
| JR西日本 | 美禰線 （大嶺支線）     |          | 山口縣        | 南大嶺－大嶺   | 2.8      | 1997年4月1日  | 由船木鐵道（巴士）的既存路線代替→現在是美禰市社區巴士「あんもないと號」。 |
| JR西日本 | 可部線（一部分）        |          | 廣島縣        | 可部－三段峽   | 46.2     | 2003年12月1日 | 轉換至廣島電鐵（巴士）、廣島交通（巴士） 2017年3月4日廢除路段當中可部－河戶間與可部－安藝龜山間1.6公里再開業                                                                    |
| JR西日本 | 富山港線                |          | 富山縣        | 富山－岩瀨濱   | 8.0      | 2006年3月1日  | 2006年3月1日至2006年4月28日由巴士代行輸送 2006年4月29日（奧田中學校前）－富山間改線後作為富山輕軌再開業                                                                         |
| JR西日本 | 三江線                  |          | 廣島縣 島根縣 | 三次－江津     | 108.1    | 2018年4月1日  | 轉換至石見交通（巴士）、大和觀光（巴士）、備北交通（巴士）等 |

## 延伸閱讀
- イカロス出版 結解喜幸・RGG『イカロスMOOK 失われた国鉄ローカル線』